# ERT World
ERT World es un canal de televisión público internacional de Grecia, perteneciente a ERT. Reúne toda la programación de ERT para la diáspora griega en el extranjero. Emite programas de los principales canales de la televisión pública griega, sesiones parlamentarias a través de la señal de Vouli Tileorasi, así como programación propia con boletines informativos y programas de entretenimiento.

## Historia
ERT World creó una programación especial que incluye los programas emitidos por los tres canales nacionales (ERT1, ERT2, ERT3) y sus propios programas especializados para la promoción global de Grecia. El servicio también transmite los programas de RIK. ERT ha colaborado con la organización para la creación del canal de programación satelital desde 1990, cuando se lanzó Cyprus Sat.
A principios de 2006, ERT anunció que ERT Sat se sometería a una importante renovación para responder mejor a las necesidades de los griegos en el extranjero. Entre los cambios se encuentra la emisión de nuevos programas diseñados específicamente para la diáspora griega, así como una emisión local para cada zona del programa homónimo (Europa-África, Norteamérica-Asia y Australia).
Las nuevas zonas de programación debían comenzar en el otoño de 2006, pero a marzo de 2013 aún no se habían implementado, ya que el canal todavía estaba transmitiendo según UTC+02:00 hora local griega.
En agosto de 2010, ERT anunció la apertura de una licitación pública para la asignación de los derechos de distribución del canal satelital. El titular de los derechos, Comart Telecom, se negó a renovar su contrato con la entidad estatal, por lo que el 30 de agosto de 2010 se anunció que la empresa PCCW-Global, con sede en Hong Kong, adjudicaría los derechos de distribución, aunque con una duración provisional de un año. Posteriormente, se completó la licitación y el titular de los derechos tomó la decisión.
Desde marzo de 2013, los derechos de distribución pertenecen a la empresa KBI Implus Hellas, perteneciente al grupo empresarial Dimitris Kontominas y con sede en Lavrio. El 11 de junio de 2013, ERT World cerró por orden del gobierno griego, como parte de las medidas de austeridad, junto con todos los canales de radio y televisión de ERT.
El 11 de junio de 2015, ERT comenzó gradualmente a transmitir nuevamente y se esperaba que relanzara ERT World en 2016. La señal de ERT World se transmite a través de la plataforma Globecast propiedad de la empresa francesa Orange inicialmente desde abril de 2016, cuando se restableció la señal en Europa mediante la transmisión de un programa experimental, mientras que el 3 de mayo comenzó a transmitir un programa regular, y luego a partir de julio del mismo año en América, donde la transmisión de su señal se realiza por fibra óptica y codificación MPEG 2 hasta su restablecimiento completo a finales de año. Desde julio de 2017, también se transmite en Australia, de forma gratuita a través del satélite Optus D2 de la misma compañía.
Se emite a nivel nacional desde el 1 de marzo de 2021 en la plataforma de suscripción COSMOTE TV. Desde mediados de año, emite en alta definición a través de Hellas Sat, y desde finales de año se ha expandido de nuevo a América a través de New Greek TV, disponible en las plataformas Bell Fibe TV, RCN y Spectrum. Desde el 15 de diciembre de 2023, también emite en el Reino Unido a través de Freeview. Desde junio de 2024, también emite en Bulgaria a través de Virgin.

## Programación
La programación se divide en dos zonas. En la zona diaria, se emiten boletines informativos y programas informativos en horarios específicos, mientras que los fines de semana se emiten programas de interés y deportivos. Además, ERT World se encarga de la producción y distribución de los programas de la televisión griega en el extranjero. La señal de la emisora llega a todo el planeta vía satélite, mientras que en algunas zonas (EE. UU. y Australia) también está disponible por cable terrestre.
Su programación incluye programas de canales públicos, cuyos derechos están disponibles para su difusión global, incluyendo series, boletines informativos y producciones educativas. Tras su reapertura, ERT World emite boletines informativos, programas informativos, de entretenimiento y documentales sobre Grecia, desde los tres canales de televisión de ERT. Sin embargo, el servicio está adquiriendo gradualmente una programación independiente con sus propios programas, que anteriormente se emitían ocasionalmente por los tres canales de televisión de ERT, principalmente ERT1.